# 10275 Nathankaib
10275 Nathankaib eller 1981 EC16 är en asteroid i huvudbältet som upptäcktes den 1 mars 1981 av den amerikanska astronomen Schelte J. Bus vid Siding Spring-observatoriet. Den är uppkallad efter Nathan Kaib.
Asteroiden har en diameter på ungefär 7 kilometer.